# Château de Tariquet
Le Château du Tariquet est un domaine viticole situé à Eauze dans le département du Gers. Ce domaine produit des armagnacs et des vins en IGP côtes-de-gascogne. Le domaine est la propriété de la famille Grassa depuis 1912.

## Historique
Le château est tenu par la famille Grassa, depuis 1912 ; en 1972, c'est Yves Grassa et Maïté qui tiennent l'entreprise, la reprenant de leurs parents Hélène et Pierre. Aujourd'hui, ce sont les deux fils d'Yves qui sont à la direction de l'entreprise.
La mise en bouteille s'effectue tout au long de l'année et non au cours d'une campagne comme chez la plupart des producteurs de vin. Pour assurer une qualité constante les vins sont conservés avant embouteillage dans des cuves en inox à la température de 5 °C.
En 2021, Tariquet exploite 1125 ha de vignes (environ 9 millions de bouteilles par an).
40 % de la production est destinée à l'export, notamment pour la Scandinavie, le Canada et les États-Unis. Par ailleurs, le château est devenu le vin officiel des producteurs d'huîtres au Japon.

## Vins
La production de vins se développe à partir de 1982, Yves Grassa désirant revenir à cette production parce que la commercialisation des armagnacs devient plus difficile. Il s'y lance sur les conseils de l'œnologue Denis Dubourdieu.
Le Château du Tariquet produit neuf vins blancs, issus de cépages divers : ugni blanc, colombar, chenin, sauvignon, chardonnay et gros manseng. Il s'agit de vins sous IGP côtes-de-gascogne : certains sont appelés à être bus dans l'année, ou à des échéances à peine plus longues. Le plus connu est le « Premières grives, », un vin moelleux souvent apprécié en apéritif. L'assemblage de l'ugni blanc et du colombar est un classique, connu aussi parce que sa production se passe de sulfites pour la vinification des vins destinés à l'élaboration de spiritueux.

## Alcools
Outre les vins, le Château du Tariquet produit également des Bas-Armagnacs AOC, de la Blanche Armagnac, et un vin de liqueur.

## Distinctions
- 1987: « The International Wine Challenge » à Londres[10],[11]. Yves Grassa est nommé vigneron de l'année.